# إيبوليتو دي ميديشي
إيبوليتو دي جوليانو دي ميديشي (1511 – 10 أغسطس 1535) كان الابن الغير شرعي الوحيد لجوليانو دي ميديشي دوق نمور.
ولد إيبوليتو في أوربينو. توفي والده عندما كان في الخامسة من عمره عام 1516، ونربى لاحقاً على يد عمه البابا ليو العاشر وابن عمه جوليو.
عندما تم انتخاب جوليو دي ميديشي ليصبح البابا كليمنت السابع، حكم إيبوليتو فلورنسا نيابة عنه ولكن بعد حصار فلورنسا (1529-1530)، فضّل كليمنت ابن أخيه الغير شرعي الآخر الساندرو وجعل إيبوليتو رئيس أول للأساقفة في أفينيون ومن ثم جعله كاردينال، وأرسله كمندوب بابوي إلى المجر حيث ظهرت مواهبه العسكرية.
كان إيبوليتو يحب كاترين دي ميديشي لكنهم لم يتزوجا ابدا. ألساندرو دي ميديشي ضبط عليه وكاترين دي ميديشي في أحضان الخاص. ومع ذلك، عندما تم إرساله بعيدا عن الكاردينال، ولم يسمح لهم برؤية بعضهم البعض لفترة أطول. وتشير بعض النظريات التي هي سبب من الأسباب كليمنت له الكاردينال: للحفاظ عليه وكاترين دي ميديشي على حدة.
شغل إيبوليتو منصب سفير فلورنسا إلى الإمبراطور شارل الخامس عام 1535. توفي إيبوليتو من الملاريا في العطري، في جنوب لاتسيو، وإن كانت هناك شائعات بأنه قد مات مسموما من قبل ألساندرو دي ميديشي، الذي كان ينوي أن تنسحب من الانتهاكات.